# بال‌محمود
بال‌محمود (به ترکی استانبولی: Balmahmut) یک منطقهٔ مسکونی در ترکیه است که در سنان‌پاشا واقع شده‌است.